# 基隆燈塔
基隆燈塔，是位於臺灣基隆市中山區的燈塔，於2021年2月20日指定為基隆市市定古蹟。目前該建物仍為公共機關。

## 歷史

### 日治時期
清光绪二十一年（1895年）日本接收台灣後，台灣總督府在基隆廳開始進行民政事務，並正式開始將基隆港建成現代化港口，此外為台澎航路和建造海底電纜、航路設備等著想，總督府因而成立臨時臺灣燈標建設部，在完成了富基角燈塔及鼻頭角燈塔工程後，陸軍省乃自行報請廢止臨時臺灣燈標建設部，而開始自行建造燈臺等多項設施。
其中，基隆燈臺在經過海軍幕僚意見變更後，於明治32年（1899年）4月選址於基隆西岸岬角（萬人堆鼻）處起工，並在隔年2月24日竣工，同年4月1日點燈，根據明治33年（1900年）3月3日《臺灣總督府公文類纂》告示第18號中顯示，該燈塔工程由總督府技師大澤正業、工事主任技手田口敬太郎擔當，為台灣日治時期第一座完成的磚造燈塔，除了以具有燈光照引船隻安全進出基隆港之外，另外因應基隆之惡劣天氣引航則裝設霧砲，並有觀察基隆風向、溫度和氣候變化之測候所功能。
初建的燈塔原為英國制式之磚砌圓塔，共設立之三層樓，燈塔門口側則有矩形平面辦公室，發電機室及燈器倉庫之用，而在二戰期間，曾在燈塔附屬建築旁設置防空洞以躲避空襲。

### 戰後時期
第二次世界大戰結束後，基隆燈臺和其他港岸設施由中華民國國民政府接收，設施一度曾為海軍暫做為瞭望室使用，此後則將業務移交海關總稅務司署（今財政部關務署）海務科使用，而日治時期的測候任務因地區氣候預測的技術進步而宣告終止。1962年，燈塔進行磚牆鋼筋混擬土改建工程，矩形平面辦公室在改建工程中遭到拆除，並未有留下記載，並使燈塔呈現出目前所見的整體圓錐形塔身，2013年，基隆燈塔因配合財政部施行新組織架構，將業務移交交通部航港局管轄，園區古蹟現存燈塔本身、集水設施、三棟屋舍（行政辦公室、機房、浴廁和住宿空間），彼此則依靠橋樑連接。
2021年2月20日，基隆燈塔在經過基隆市政府文化部決議下，指定為基隆市市定古蹟，並將配合推廣西岸觀光行程成為觀望海景之景點。

## 建築
- 塔高：11.0公尺。
- 塔身塗色・構造：白色磚造圓塔。
- 燈高：40.2以高潮面至燈火中心計。
- 燈質（頻率）：摩斯碼（A）光，7秒。
- 公稱光程：16.0浬。
- 管轄機關：原為中華民國財政部關務署管理，已於2013年1月1日轉交由交通部航港局管轄。
- 開放參觀與否：否。

## 周圍設施
- 萬人頭砲臺
- 白米甕砲台
- 仙洞巖

## 相片集

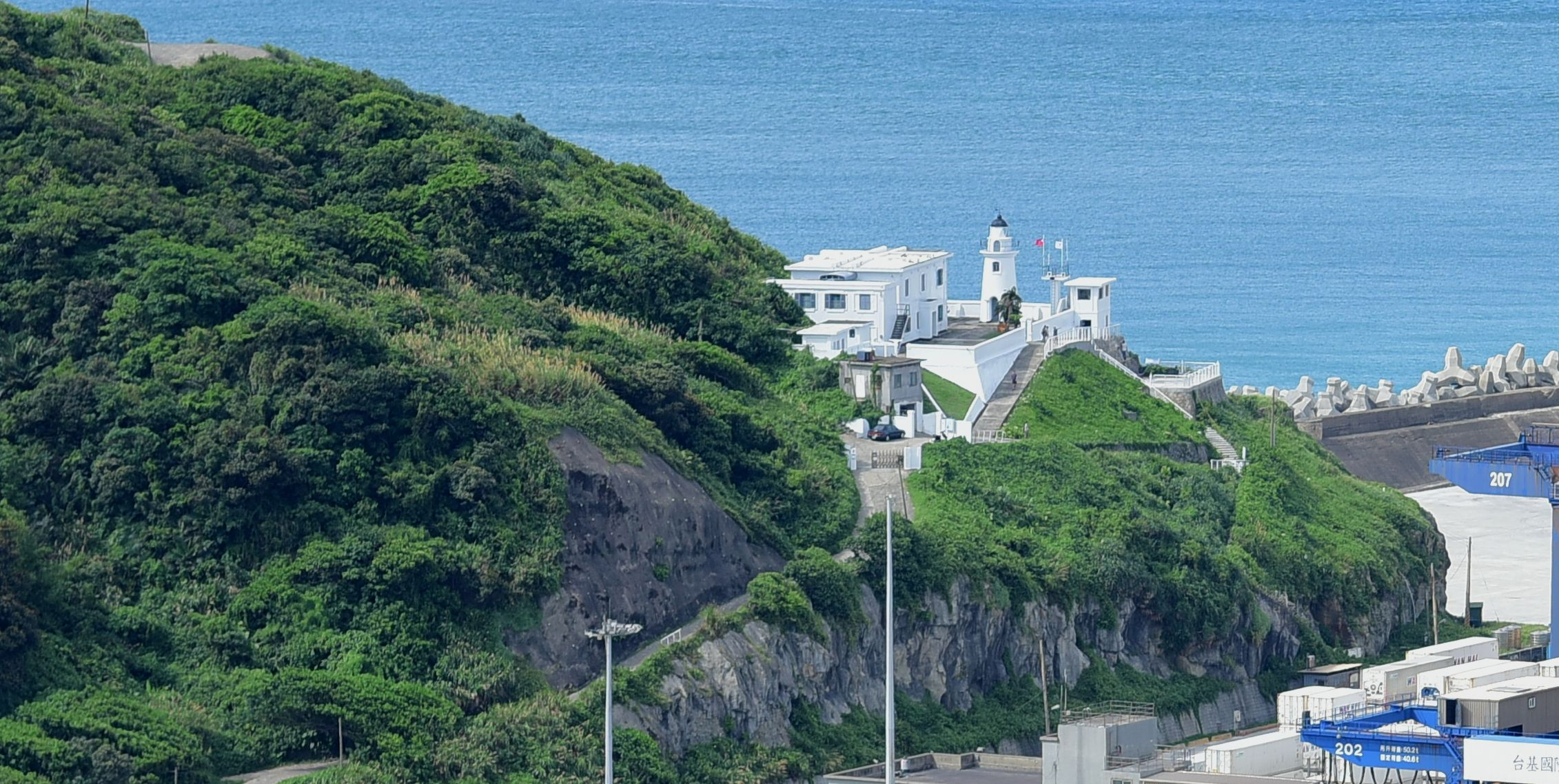
俯瞰基隆燈塔園區
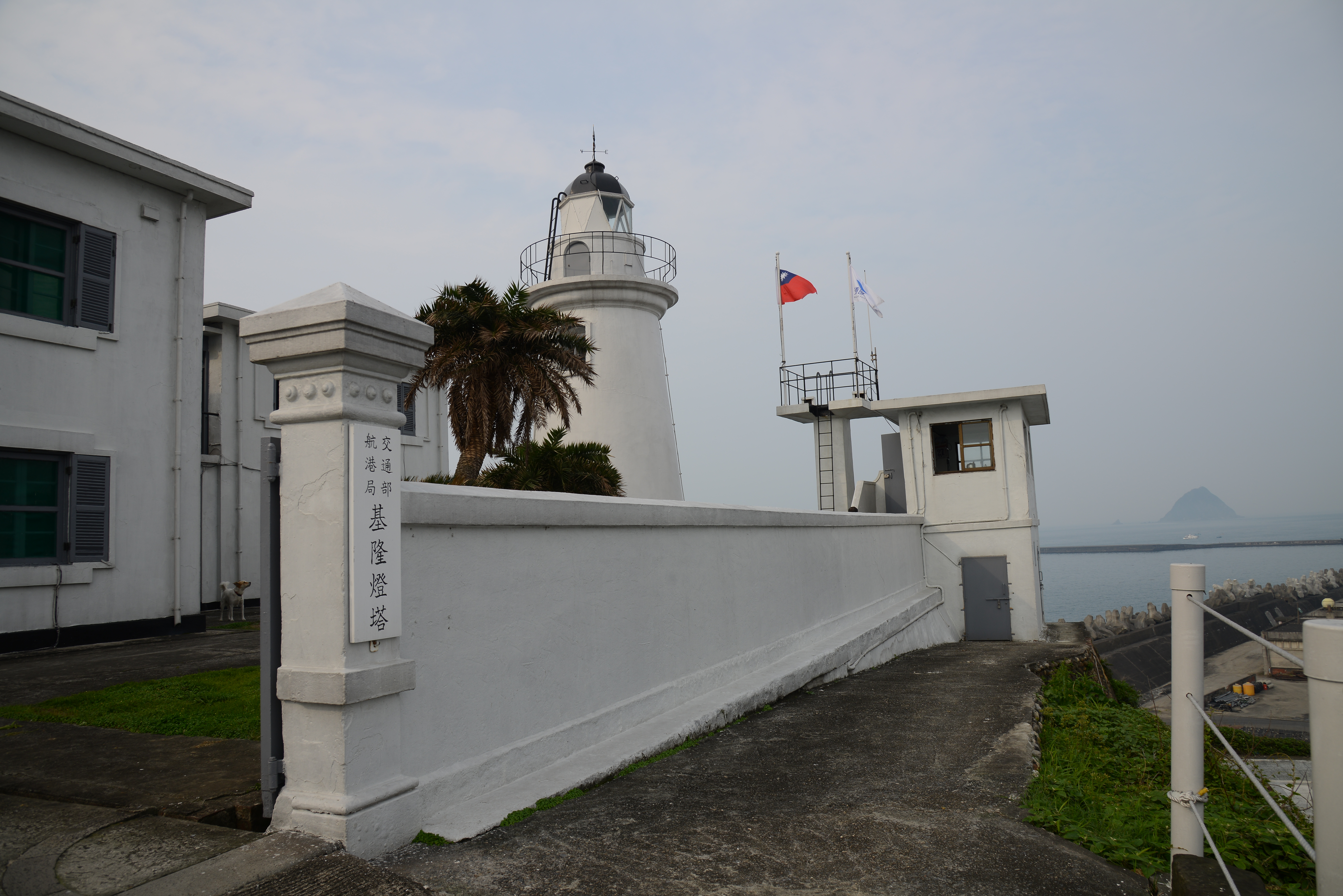
基隆燈塔近景
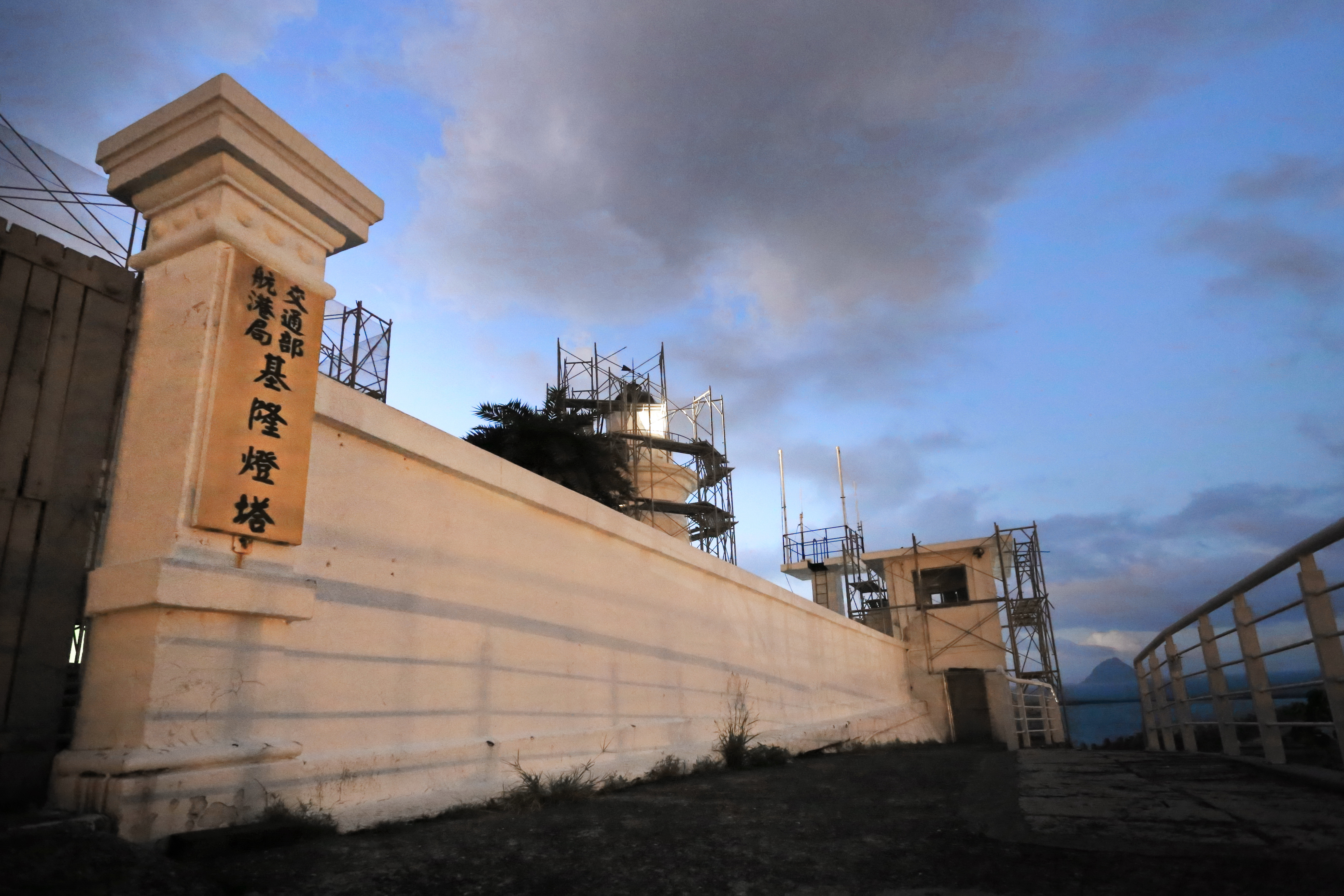
傍晚時分的基隆燈塔
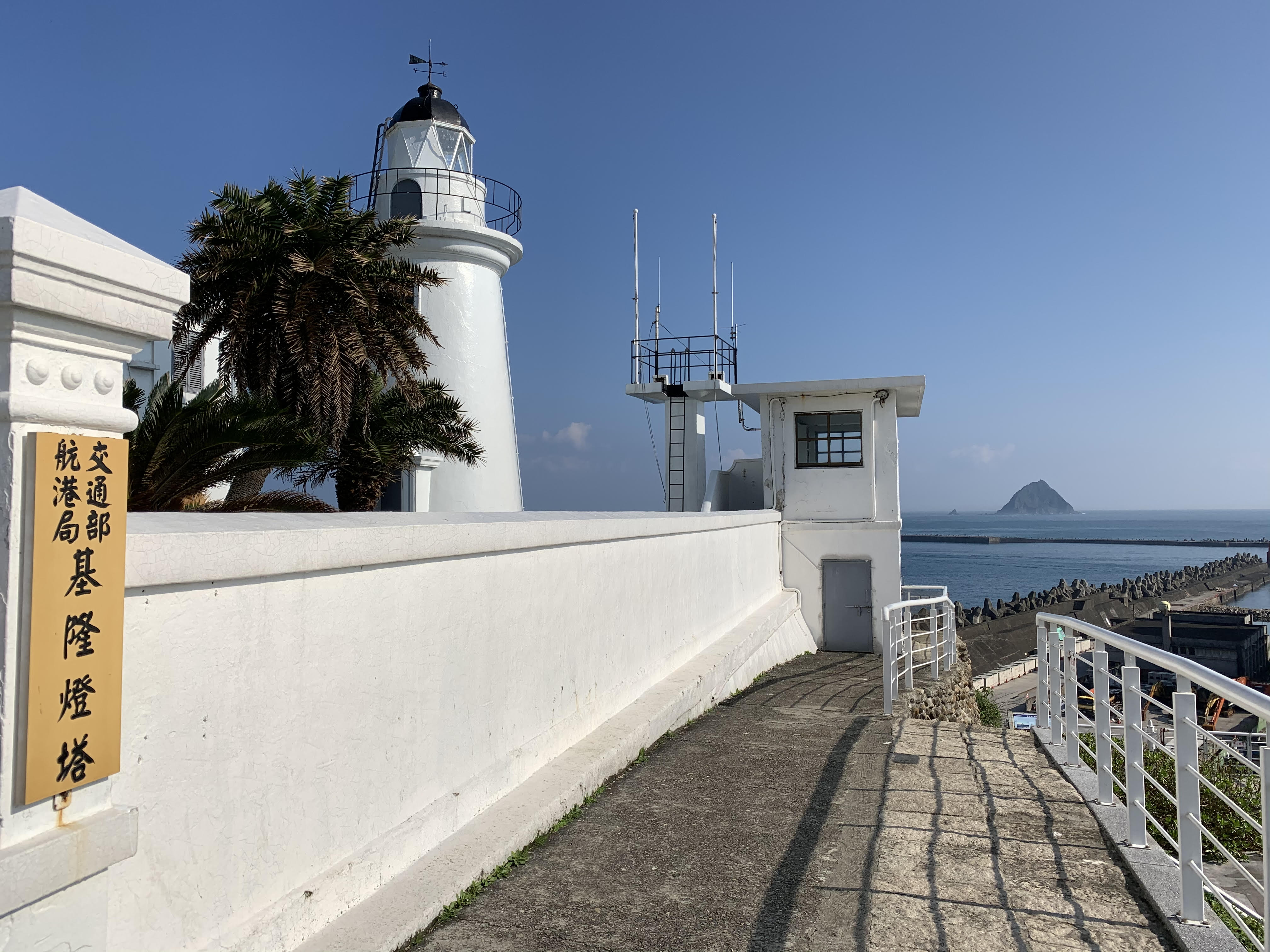
與孤懸4公里外的基隆嶼對望
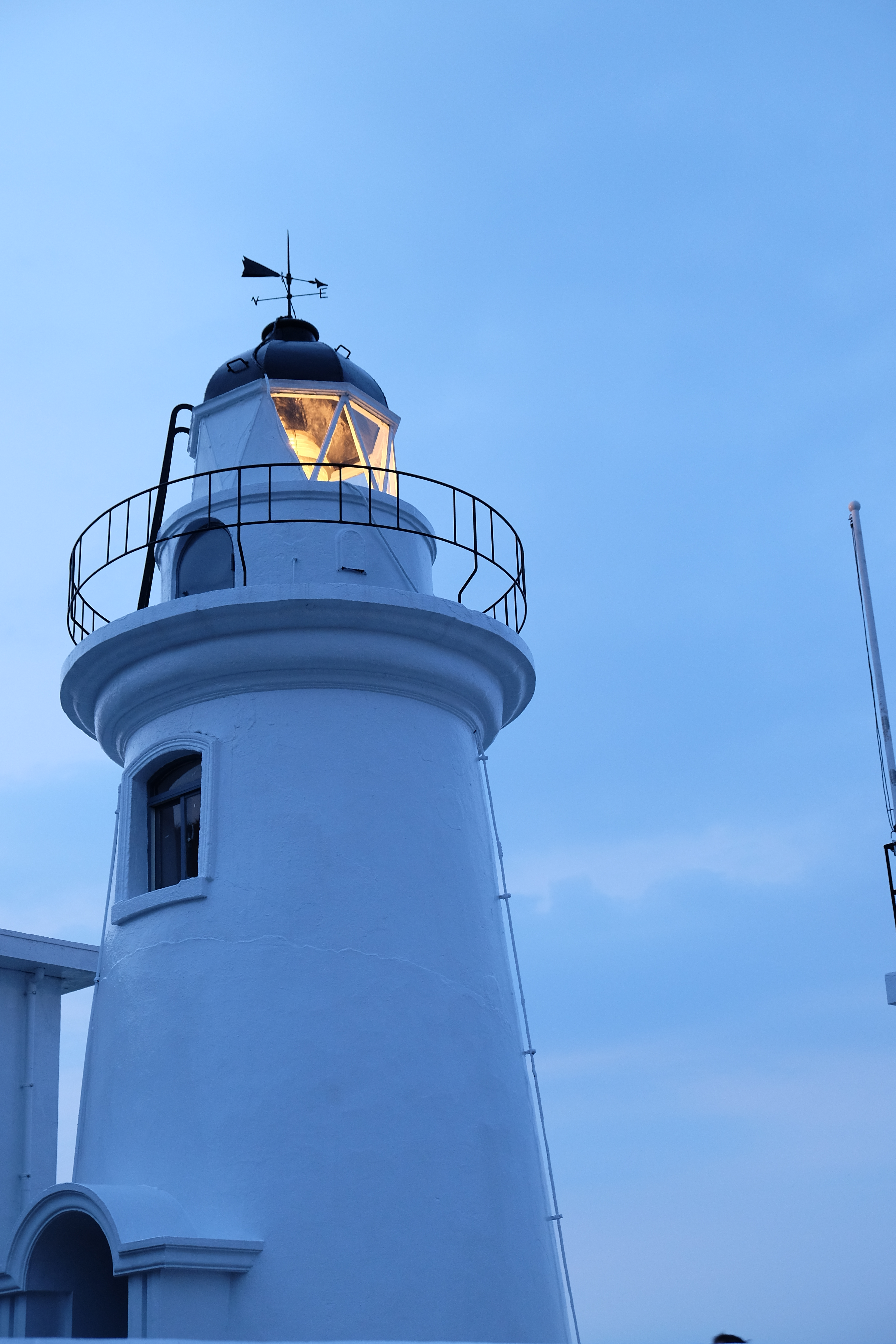
傍晚啟燈的基隆燈塔

## 外部連結
- 基隆燈塔——交部航港局 （页面存档备份，存于）
- 基隆燈塔——文化部文化資產局 （页面存档备份，存于）